# Huyuan, Fujian
Huyuan (kinesiska: 湖源) är en socken i sydöstra Kina. Den ligger i stadsdistriktet Shaxian i staden Sanming i provinsen Fujian, omkring 150 kilometer väster om provinshuvudstaden Fuzhou. Antalet invånare är 3 955. Befolkningen består av 1 784 kvinnor och 2 171 män. Barn under 15 år utgör 21,0 %, vuxna 15-64 år 65 %, och äldre över 65 år 13,0 %.